# 卡姆巴语
卡姆巴语（Khamba）是藏南地区上桑区的卡姆巴人使用的一种濒临灭绝且记录严重不足的汉藏语言。
它通常被归类为藏语支，但由于缺乏可靠的语言数据，其在该语支中的确切位置尚不清楚。格洛托洛格（Glottolog）将其定义为“未分类的南部藏语”。范德里姆（Van Driem）将其归类为康巴藏语据印度中央语言研究所称，濒危语言保护和保存计划正在编写康巴语的语法描述和双语词典。。

## 语言状况
尽管人口不多，但卡姆巴语使用者组成了印度政府承认的独立表列部落。据报道，大多数卡姆巴语使用者会说多种语言，其中许多人会说印地语、民荣语（Minyong）、阿萨姆语、门巴语和基础英语。